# Clinocera dieuzedei
Clinocera dieuzedei är en tvåvingeart som först beskrevs av Vaillant 1953.  Clinocera dieuzedei ingår i släktet Clinocera och familjen dansflugor. Inga underarter finns listade i Catalogue of Life.